# Øster Doense
Øster Doense er en landsby og tidligere stationsby i Himmerland med 209 indbyggere  (2024). Øster Doense er beliggende otte kilometer syd for Arden og 10 kilometer nord for Hobro. Nærmeste by er Vebbestrup tre kilometer mod nord.
Byen ligger i Region Nordjylland og hører til Mariagerfjord Kommune. Øster Doense er beliggende i Vebbestrup Sogn.
I byen ligger bl.a. Øster Doense Sportsplads. Randers-Aalborg Jernbane går gennem byen og Øster Doense havde engang en station på linjen.
Stenuldsproducenten Rockwool har en stenuldsfabrik umiddelbart nord for byen med ca. 200-300 ansatte. 